# Aspergil
Aspergil er en vievandskost, der bruges til at stænke vievand med (lat: aspergere; bestænke, væde). Kirkegængere i den katolske kirke bestænkes med velsignet vand af præsten og/eller af hans hjælpere som tegn på renselse. Andet og andre kan også bestænkes. At blive stænket med vievand er en gammel kristen skik tilbage fra det 8. århundrede, men allerede kendt i det 2. århundrede med baggrund i jødiske renselsesritualer. Aspergilen kan være en lille kost eller et ris.